# 絶対に笑ってはいけない大脱獄24時
『絶対に笑ってはいけない大脱獄24時』（ぜったいにわらってはいけないだいだつごくにじゅうよじ）は、2014年12月31日（水）18:30（午後6時30分） - 2015年1月1日（木）0:30（午前0時30分、JST）にかけて日本テレビ制作のバラエティー番組『ダウンタウンのガキの使いやあらへんで!! 大晦日年越しSP』として放送された企画である。日本テレビ系列（NNS加盟）29局同時ネット。テレビ大分は『絶対に笑ってはいけない熱血教師24時』以来2年ぶりの同時ネットになった。
2015年1月3日（土）21:00 - 22:54には未公開シーンを集めた『お見逃しも未公開も一挙大公開SP!!』（おみのがしもみこうかいもいっきょだいこうかいスペシャル!!）がNNS29局で放送され、1月4日のレギュラー放送でも完結編となる未公開シーンが放送された。

## 概要
「笑ってはいけないシリーズ」の通算12作目で、オンエアが歴代シリーズ最長タイとなる6時間（未公開シーンを含むと歴代2位タイの8時間半）となる。『絶対に笑ってはいけない病院24時』から引き続き、ガキの使いメンバー5人で罰ゲームを実施する。5人での実施となってから初の仕事ではない役柄（囚人）として挑む。本作では2009年の『ホテルマン』以来5年ぶりに方正のお色直しが復活し、2018年の『トレジャーハンター』まで毎年恒例となった。
| 大脱獄24時のメンバー （台詞テロップの色） | 第一印象                 | お仕置き（ケツバット）を受けた回数                                            |
| ----------------------------------------- | ------------------------ | ----------------------------------------------------------------------------- |
| 松本（赤■）                               | 筋肉ムキムキ囚人         | 305回（キス15回、ケツキック1回）                                              |
| 浜田（青■）                               | セクシー女囚人           | 248回（キス、タイキック1回）                                                  |
| 方正（緑■）                               | とっちゃん坊や囚人       | 214回（ケツ噴射1回、ビンタ1回、アイスタイキックチャレンジ1回、ケツキック2回） |
| 遠藤（橙■）                               | バツイチ男前囚人         | 233回（ドラゴンスリーパー1回）                                                |
| 田中（紫■）                               | ひょろひょろシャクレ囚人 | 243回（ビンタ2回、タイキック1回）                                             |
| 藤原（黒■）                               | 美人看守                 | -                                                                             |

数字は罰を受けた回数、このうち一番多いメンバーを赤字、少ないメンバーを青字で示す。
本シリーズでは「タイキック」とは別に、菊地亜美から罰ゲームとして「ケツキック」が罰に含まれていた。田中のビンタ2回は、いずれも浜田から受けたもの。方正のケツキックは1回は菊地亜美から、もう1回は浜田から受けたもの。
DVDは2015年12月2日に第21弾として本編ディスク4枚に加え、特典ディスク1枚のデジパック仕様の初回限定版DVDと、本編ディスク2枚組と特典ディスク1枚が入ったデジパック仕様の初回限定版Blu-rayバージョンと本編を1枚ずつ4巻に分けた通常版DVDの3種類が発売された。

### 舞台
舞台は「ガースー黒光り中央刑務所（GKCP:Gaasuu Kurobikari Central Prison）」（ガースーくろびかりちゅうおうけいむしょ）として、栃木県佐野市の栃木県立田沼高等学校（2013年廃校、現・佐野市国際クリケット場）跡と、佐野市運動公園陸上競技場（監視システム実験場）でロケが行われた。

### 視聴率
平均視聴率は第1部（18:30 - 21:00）が18.7%、第2部（21:00 - 翌0:30）が16.0%を記録した（ビデオリサーチ調べ、関東地区・世帯・リアルタイム）。『NHK紅白歌合戦』の裏番組として民放の中ではトップを記録した。
2015年1月3日に放送された『お見逃しも未公開も一挙大公開SP!!』は12.8%を記録した（ビデオリサーチ調べ、関東地区・世帯・リアルタイム）。

### スケジュール
- 08:00 - 罰ゲーム開始 ⇨ バスに乗車(一部未公開) ⇨ ガースー黒光り中央刑務所(GKCP)へ到着 ⇨ 銅像の説明(未公開) ⇨ 所長に挨拶 ⇨ 新入り部屋(一部未公開)
- 10:30 - 引き出しネタ①(一部未公開)
- 11:30 - VTR「ムキムキ爺さん」
- 12:00 - 昼食(未公開)
- 13:00 - 囚人講習会（一部未公開）
- 14:00 - 刑務所対抗レクリエーション大会
- 14:30 - バスに乗車 ⇨ 捕まってはいけない大脱獄(一部未公開)
- 16:00 - 刑務所へ、引き出しネタ②(一部未公開)
- 16:45 - 方正着替え、VTR「我が刑務所の驚きの模範囚たち」
- 17:00 - 作業場で労働
- 18:00 - 女囚人による品定め(未公開)
- 19:00 - 囚人たちの面会を見学(一部未公開)
- 20:00 - 三年B組振分先生(オンエアのみ)、ジミー大西VTR①「カンファレンス」
- 21:00 - 面会室(未公開[注 3])
- 21:30 - 刑務所職員報告会
- 22:00 - 作業場、二大派閥の抗争を仲裁
- 23:00 - 体育館、脱獄事件の為点呼確認
- 00:00 - ジミー大西VTR②「痔の治療」(未公開)、大悪人の牢獄見学
- 01:30 - 驚いてはいけない大脱獄(一部未公開)
- 3:00 - 罰ゲーム終了

## 出演者

### 本編
レギュラーメンバー
- ダウンタウン（松本人志・浜田雅功）
- 月亭方正
- ココリコ（遠藤章造・田中直樹）

引率
- 藤原寛

バス内
- マツコ・デラックス - 『マツコ・新垣のローカル路線バスの旅』（埼玉はつらつテレビ）に出演のタレント
- 新垣隆 - 『マツコ・新垣のローカル路線バスの旅』（埼玉はつらつテレビ）に出演の作曲家
- 博多大吉（博多華丸・大吉） - 「埼玉はつらつテレビ」ディレクター
- 日村勇紀（バナナマン） - 売れないお笑いコンビ「Wチーズケーキ」・ジョーカー
- 土屋アンナ - 売れないお笑いコンビ「Wチーズケーキ」・キャットウーマン
- 若林正恭（オードリー） - 売れないお笑いコンビ「バウムクーヘン」のメンバー・ブラックジャック
- ローラ - 売れないお笑いコンビ「バウムクーヘン」のメンバー・ピノコ

刑務所実験場行きバス内
- 武田鉄矢 - 『101回目のプロポーズ』の星野達郎役（本人）
- 陣内智則 - 『101回目のプロポーズ』の矢吹薫（浅野温子）

ガースー黒光り中央刑務所内
- 西川ヘレン - 所長
- 溝端淳平 - 所長秘書
- 垂木勉 - 心の声のナレーション
- キダ・タロー - 脱獄の抜け道の先のトイレで用を足していた男
- 柴田理恵 - 脱獄の抜け道の先のトイレで用を足していた女
- あきお - 脱獄の抜け道の先のトイレに捨てられているところを方正が見つけた赤ちゃんの人形。顔が方正に似ており、方正が自身の父親の名を付けた。方正が抱っこすると笑うが、他の人が抱っこすると大泣きする。
- おのののか - 写真週刊誌『MONDAY』の表紙
- 遠藤の父・母 - 写真週刊誌『MONDAY』に、深夜の焼き肉デートをスクープされたカップル

講習会
- 高橋茂雄（サバンナ） - 刑務官
- 菅賢治 - 囚人
- 中村喜伸 - 囚人
- 楳図かずお - 囚人（他の囚人と異なり、トレードマークの紅白ボーダーの囚人服を着用）
- 伊藤一朗（Every Little Thing） - 遅刻してきた囚人
- どぶろっく（江口直人・森慎太郎） - 慰問に訪れたお笑いコンビ
- 東幹久 - どぶろっく江口に扮し登場
- 具志堅用高 - どぶろっく江口に扮し登場
- 森公美子 - どぶろっく江口に扮し登場
- 梅宮辰夫 - どぶろっく江口に扮し登場
- ミッチェル - 催眠術師

刑務所対抗レクレーション
- 千原ジュニア（千原兄弟） - 進行
- 徳島えりか（日本テレビアナウンサー） - アシスタント
- 林下清志（ビッグダディ） - もんまりゲームの罰ゲーム執行人
- 三又又三 - もんまりゲームの罰ゲーム執行人

顔デカ西刑務所
- 藤本敏史（FUJIWARA）
- 綾部祐二（ピース）
- 狩野英孝
- KABA.ちゃん
- デヴィ・スカルノ
- ボビー・オロゴン
- アニマル浜口

ガースー黒光り中央刑務所
- 尾木直樹
- アグネス・チャン

作業室内
- 劇団ひとり - 喉が渇いている囚人
- 板尾創路（130R） - 脱走者

面会室
- 友近 - 囚人「堂島たまき」
- 中条きよし - たまきの男
- 西岡徳馬 - たまきの男（その後、テツandトモのテツに扮して登場）
- テツandトモ （テツ・トモ） - 堂島たまきの「なんでなん?」という台詞に反応して登場

捕まってはいけない大脱獄
- 田原俊彦 - 「捕まってはいけない」の助っ人
- 遠藤一家（父・母・弟）- 「捕まってはいけない」の鬼（遠藤父・遠藤母・遠藤弟）父曰く「浜田さんは素直でカラミやすい」
- おばちゃん1号（浅見千代子） – 「捕まってはいけない」の鬼（おばちゃん）

刑務所職員報告会
- 雨上がり決死隊（宮迫博之・蛍原徹）
- YOU
- 勝俣州和
- 木村祐一
- 品川祐（品川庄司）
- 田村亮（ロンドンブーツ1号2号）
- 河本準一（次長課長）
- ライセンス（藤原一裕・井本貴史）
- 陣内智則
- 三又又三

二代派閥抗争
上島軍団（赤い囚人服に豆しぼり）
- 上島竜兵（当時・ダチョウ倶楽部） - 軍団リーダー
- ケンドーコバヤシ - 参謀
- 剛（中川家）
- クロちゃん（安田大サーカス）
- 中村喜伸

出川軍団（青い囚人服）
- 出川哲朗 - 軍団リーダー
- 星田英利 - 参謀
- 田中卓志（アンガールズ）
- 原西孝幸（FUJIWARA）
- 岩尾望（フットボールアワー）

脱獄犯点呼確認
- 蝶野正洋 - 看守長

大悪人の牢獄
- 向清太朗（天津） - 大悪人
- アイアム野田（鬼ヶ島） - 大悪人
- 江頭2:50 - 主任看守

VTR内
アイス・タイキック・チャレンジ
- 右松健太（当時・日本テレビアナウンサー） - アイス・タイキック・チャレンジの情報を伝えるアナウンサー
- やくみつる - 挑戦者

模範囚VTR
- 蛭子能収 - カリスマ模範囚

3年B組振分先生（※DVDではカット）
- 振分親方 - 坂本振分
- 直江喜一 - 『3年B組金八先生』の加藤優役（本人）
- おばちゃん1号 - 階段の踊場で警官ともみ合いになる
- 新おにぃ - 直江らを職員室で待つ際、先生役でカメオ出演（セリフは一切なし）

驚いてはいけない大脱獄
- くっきー!（野性爆弾） - 「激似 顔まねの館」で、つんく♂のものまねで登場し、シャ乱Qの「いいわけ」を熱唱した
- 福島善成（ガリットチュウ） - はたけのものまねで、つんく♂を救出するために登場
- HG（レイザーラモン） - 「驚いてはテレフォンクエスチョン」の正解である「アラフォー」に反応して登場
- 佐藤蛾次郎 - 浜田の声紋で誤って認証された囚人
- 中川パラダイス（ウーマンラッシュアワー） - ロッカーから突然登場
- イジリー岡田 - 「ガースーの口」の裏に隠れている男
- ソラカラちゃん（東京スカイツリー公式マスコットキャラクター） - セグウェイに乗って登場
- たむらけんじ - 案内役（2007年元旦の『ビートたけしのお笑いウルトラクイズ』で、司会進行（出題）の山本モナが着用していた被り物で登場）
- チャッキー集団 - ホラー映画『チャイルド・プレイ』に登場する殺人犯の魂が憑依した人形。最初はおもちゃ置き場にあったが、途中で集団が登場
- 謎の覆面看守 - 覆面がアノニマスの覆面（ガイ・フォークスの仮面）と同じだった
- ピカチュウ - 大爆発の時にピカチュウの着ぐるみが大勢で登場

エンディング
- 菅賢治 - 伝説の所長
- ウルフルズ - 「バンザイ 〜好きでよかった〜」の替え歌

### 未公開シーン

#### 2015年1月3日 完全版・2時間SP
バス内
- 泉谷しげる - 小峠のドッキリ仕掛人
- 梅沢富美男 - 小峠のドッキリ仕掛人（大御所俳優）
- 小峠英二（バイきんぐ） - ドッキリのターゲット（ドッキリであることは知らされていない）
- 岡田圭右（ますだおかだ） - ハッピーボーイ

ガースー黒光り中央刑務所内
- 菊地亜美 - 「さつまいもチャレンジ」に失敗した方正へのケツキック執行人。
- 品川祐（品川庄司） - 昼食を賭けた「替え歌ゲーム」の進行
- 久本雅美 - カス女
- 黒沢かずこ（森三中） - 女囚人
- バービー（フォーリンラブ） - 女囚人
- 渡辺直美 - 女囚人

講習会
- 日本エレキテル連合（橋本小雪・中野聡子） - アンドロイド朱美ちゃんと模範囚の細貝さん
- 山村紅葉 - 朱美ちゃんを改良した最新アンドロイド「もみじちゃん」として登場。
- 電撃ネットワーク（南部虎弾・ギュウゾウ・ダンナ小柳）- 慰問に訪れたパフォーマンス集団。
- 遠藤の父・母・次男 - 慰問に訪れた電撃ネットワークの新メンバー（父が南部、母がギュウゾウ、次男が小柳に扮して登場）赤のジャージを脱ぐと「電撃遠藤一家ネットワーク」の白いシャツを着ている。

面会室
- 天龍源一郎 - 面会に訪れた娘の事故死した父。最初は遺影（写真）と遺書を読む回想ナレーションのみだったが、後に幽霊の格好をして娘役の背後から登場。
- エキストラ女性囚人 - 天龍の妻
- 幸子 - 天龍の娘
- 関根勤 - 小説の取材で訪れた安部譲二に扮して登場。
- 礼二（中川家） - 刑務所行きを希望している、酔っぱらいのホームレスに扮して登場。

VTR内
「ガースー黒光り中央刑務所・医療センター」紹介VTR
- ジミー大西 - 痔の世界的権威医師である、スーパードクター「大西秀明」として登場。

#### 2015年1月4日 完結編
ガースー黒光り中央刑務所内
- 藤波辰爾 - ドラゴンボールを7個集め、「いでよ、ドラゴン」のコールで登場した「通称：ドラゴン」（孫悟空風の格好で、自身の曲「マッチョ・ドラゴン」を歌い登場）

捕まってはいけない大脱獄
- 小橋建太 - 「捕まってはいけない」の鬼

驚いてはいけない大脱獄
- ゆうたろう - 例年同様、石原裕次郎に扮して登場
- とにかく明るい安村 - 「驚いては寄席」出演芸人
- キャラメルマシーン（SADA・おだじ） - 「驚いては寄席」出演芸人
- RG（レイザーラモン） - 「驚いては寄席」出演芸人（T.M.Revolutionの『WHITE BREATH』の替え歌で「看守あるある」を披露）

### DVDでの未公開
- 菊地亜美 - 「電話帳チャレンジ」に失敗した松本へのケツキック執行人
- 板尾創路（130R） - 壁に張り付き脱獄を図る囚人
- ジミー大西 - カンファレンス医者
- 関根勤 - メンバーの面会に来た水森亜土

## 主な出来事
バス車内
- 最初に罰を受けたのは先頭で乗車し、ツッコミながら振り返り笑った浜田である。
- 方正の足枷のみ重さが10㌔になっている。尚、全員の足枷はバスに乗車して直ぐ取り外された。

ガースー黒光り中央刑務所内
- 待機部屋はシリーズ史上初めて床面に畳が敷き詰められ、その上に５人それぞれの机と椅子が置かれている。
- 引き出しネタ(1回目)、田中はDVD、方正は㊙︎脱獄ノートとさつまいも、松本は鍵⇨浜田の顔面アート南瓜、浜田は鍵、遠藤は封筒⇨アタッシュケースに入ったガスマスク(方正のみ餅がべったりくっついていた)
- 引き出しネタ(2回目)、遠藤は封筒、浜田は鍵⇨浜田の顔面アート南瓜、松本は封筒⇨10分間笑ってOKカード、方正は㊙︎脱獄ノートNo.2と封筒⇨10分間タメ口OKカード、田中はDVDと封筒⇨お仕置き手加減カード

DVD(1枚目)
- 田中の机から出てきたDVDを再生すると、「ムキムキ爺さん（絵コンテ:棟方誠、作画・美術:海松実流）」という昔話アニメ[注 12]で、ストーリーは、ほぼ「ここ掘れワンワン」（はなさかじいさん）と「したきりすずめ」を意識した話となっているが、終盤でキックボクサーが登場し、田中の爺さんがタイキックを受けるところで終了し、直後に田中（作中で登場した爺さんと同じ名前のため）がタイキックを受ける前、田中が駄々をこねて浜田からビンタを2回され、その後タイキックを受けた。

DVD(2枚目)
- NEWS ZEROをモチーフとしたニュースが流れ、2014年に流行したアイスバケツチャレンジに付いてVTRを流し、新しく「アイス・タイキック・チャレンジ」と言うチャレンジが出来たという架空のニュースを放送した。VTRの最後にタイ人ボクサーが日本に上陸し、やくみつるの頭から氷をかけ、タイキックした。「何やってんの！？」と怒るやくみつるに対して、「ツギ、ダレ指名スル？」とタイ人ボクサーが質問すると、やくみつるは「落語家、月亭方正」と方正を指名し、方正がアイスタイキックチャレンジを受けた。その後タイ人ボクサーは方正に「ツギ、ダレ指名スル？」と質問すると方正は「浜田ぁぁぁ！！」と答え、浜田にアイスタイキックチャレンジが執行されたが、バケツに入っていた氷を方正のアイスタイキックチャレンジで全て使い切ってしまった為、浜田は通常のタイキックとなった。

刑務所対抗レクレーション
- 「ピンポン玉を吹き飛ばせ」成功したのは顔デカ西刑務所、失敗したのはガースー黒光り中央刑務所だった。
- 「鼻豆鉄砲でピンを全部倒せ」両チームはMISSION失敗した。
- 「激酸っぱ冷麺を食べろ」両チームはMISSION失敗した。

捕まってはいけない大脱獄
- 「捕まってはいけない」で助っ人として田原俊彦が参加。鬼役では遠藤一家が参加者、特に田中は鬼に人を売ってばかりいるせいか、過激な罰が下った（浜田曰く「根性悪いからこういう目に合う」）。方正も鬼に付けられた巨大足かせを利用して通路を塞ぎ浜田と田中を罠にはめたが、もう一度罠にはめようとするも今度は方正側から鬼が来てしまい、結果的に方正に天罰が下った。

驚いてはいけない大脱獄
- つんくが歌っている途中で大玉が飛び出した数秒後、2015年の年が明けた。

## 未公開の出来事
(2015年1月3日)
- バスで小峠英二（バイきんぐ）がドッキリにかかる。
- 方正の引き出しにさつまいもが出てきて「100秒以内にさつまいもを食べて屁を出せ」というもの、チャレンジに失敗した方正が菊地亜美からケツキックを受けた。
- 昼食でアニソン替え歌『鉄腕アトム』『サザエさん』『魔訶不思議アドベンチャー!』『アンパンマンのマーチ』で挑むが松本が『鉄腕アトム』の替え歌中、方正が転倒する。[注 13]

(2015年1月4日)
- 藤原による銅像の説明をするが矛盾した訳の分からない説明になり5人は笑いの地獄になった。
- 遠藤の引き出しには6つのドラゴンボールと「7つ集まったらいでよドラゴンと叫べ」という紙とロッカーの鍵が入っており、ロッカーを開けると7つ目のドラゴンボールが入っており、ドラゴンを呼ぶと藤波辰爾が登場し、遠藤がドラゴンスリーパーをかけられた。
- 「捕まってはいけない」では『ごめんよ涙』と『小橋健太』が登場し、浜田と田中に罰を与えた。『ごめんよ涙』は特殊な装置の中に顔を入れ、装置の両サイドから玉ねぎがスライスされ強制的に涙が出てくる罰を与える。『小橋建太』は小橋建太が、捕まった人の胸部をチョップで叩き付けるという罰を与える(方正は老眼により『小梅太夫(コウメ太夫)』と見間違えていた)。

- 「驚いてはいけない」では「驚いては寄席」を聞かされた。

## DVDの出来事
- 松本の引き出しに電話帳が入っており1分以内に破らないとアイドルによるお仕置きというもので松本がクリア出来なかった為菊地亜美からケツキックを受けた。
- 浜田の引き出しにロッカーの鍵が入っておりロッカーの中には2つ目のかぼちゃの浜田顔面アートが入っていた、また、「捕まってはいけない」の後にも表情が違うかぼちゃの浜田顔面アートが入っておりかぼちゃも腐りかけていた。
- 実験場を離れてアナウンスから脱走したというと板尾が天井をしがみついていた。
- ジミー大西のカンファレンスVTR
- 方正ビンタの後、田中が虫を退治するがどや顔で帰る。
- ジミー大西のVTR「痔の治療」の後の、方正が年齢をサバ読みしているという話。
- 捕まってはいけないの最中にトシちゃんがキ○タマシーンをくらう

## あいうえお作文
(バス内)お題：はまだまさとし 作者：レギュラーメンバー、ローラ
- は（藤原）…はげしいツッコミで
- ま（田中）…瞬く間に
- だ（遠藤）…大事な事をきっちりと
- ま（浜田）…まじめに
- さ（松本）…さすがに
- と（方正）…取り組んでいる
- し（ローラ）…しんじられない位ゴリラ顔

(エンディング)お題：ひつじどし 作者：菅賢治
- ひ…ひろい世界に
- つ…ついに羽ばたく
- じ…じつりょく抜群の五人は
- ど…どんどん仕事も増えて
- し…しぇーっ!

## その他
- カボチャに彫られた浜田の顔の原型を制作したのは、2人の井波彫刻の仏師（彫刻師）である。なお、翌年の「絶対に笑ってはいけない名探偵24時」での浜田から方正に変わる胸像の原型も制作している[7]。

## 主要スタッフ
- 企画構成：松本人志、浜田雅功
- 構成：高須光聖/塩野智章、西田哲也、八代丈寛、鈴木雅貴、堀江B面、深田憲作、ビル坂恵、ゴージャス染谷、渡辺陽介、米田匡篤、大塚泰博、白武ときお、日高ユウキ、坂本貴彦、川越もも、やまざきあきこ
- クイズ監修：日髙大介
- フードコーディネーター：あまこようこ
- ナレーション：広中雅志・垂木勉（心の声のナレーションのみ） ・山田真一（1月4日の未公開シーンのみ）
- TM：新名大作
- 美術プロデューサー：高野泰人、山本澄子、稲本浩
- TK：前田淳子
- 編成：島田美帆
- 営業：草柳和弘
- 宣伝：永井晶子
- デスク：國井萌
- ケータリング：内野幸
- エキストラ：土屋良介
- 制作進行：金島豊
- ディレクター：但木洋光、堤本幸男、鶴田哲朗、近藤創、山本カンスケ、名嘉鎮士、住田拓英、諏訪裕紀、島田健作、小柴弘三、貝瀬鉄矢、渡辺康史、東村文弥、古橋正裕、小島隆史、河野圭介、中村広嗣、中村浩和、赤錆健二、松田喬兵
- AD：大川太郎
- 総合演出：斉藤敏豪
- 演出：田中竜登、高橋敬治
- 監修：柳岡秀一
- 総監督：菅賢治
- プロデューサー：斎藤政憲/中村喜伸、本間正幸、小林宏充、大沼朗裕
- プロデューサー・演出：大友有一
- チーフプロデューサー：森實陽三
- 協力：吉本興業
- 制作協力：charie's ZORO、オフィスぼくら、Fact
- 製作著作：日本テレビ